# La Liga de 2014–15
A La Liga de 2014–15 (conhecida como a Liga BBVA por razões de patrocínio) foi a 84ª edição da La Liga, que foi vencida pelo Barcelona com uma rodada de antecedência, ao vencer o Atlético de Madrid. Foi o vigésimo terceiro título da equipe catalã.

## Promovidos e Rebaixados
| Pos. | Rebaixados da 1.ª Divisão |
| ---- | ------------------------- |
| 18º  | Osasuna                   |
| 19º  | Valladolid                |
| 20º  | Betis                     |

| Pos. | Promovidos de Liga Adelante |
| ---- | --------------------------- |
| 1º   | Eibar                       |
| 2.º  | Deportivo La Coruña         |
| 7.º  | Córdoba (promoção)          |

## Participantes
| Equipe              | Cidade        | Em 2013/2014    | Estádio (mando)                     | Capacidade | Títulos        |
| ------------------- | ------------- | --------------- | ----------------------------------- | ---------- | -------------- |
| UD Almería          | Almería       | 17°             | Estadio de los Juegos Mediterráneos | 14.000     | 0 (não possui) |
| Athletic Bilbao     | Bilbao        | 4°              | San Mamés                           | 53.000     | 8              |
| Atlético Madrid     | Madrid        | 1°              | Vicente Calderón                    | 54.851     | 10             |
| FC Barcelona        | Barcelona     | 2°              | Camp Nou                            | 99.784     | 23             |
| RC Celta de Vigo    | Vigo          | 9°              | Balaídos                            | 31.800     | 0 (não possui) |
| Elche CF            | Elche         | 16°             | Manuel Martínez Valero              | 36.017     | 0 (não possui) |
| RCD Espanyol        | Barcelona     | 14°             | Cornellà-El Prat                    | 40.500     | 0 (não possui) |
| Getafe CF           | Madrid        | 13°             | Coliseum Alfonso Pérez              | 24.000     | 0 (não possui) |
| Granada CF          | Granada       | 15°             | Nuevo Los Cármenes                  | 22.500     | 0 (não possui) |
| Levante UD          | Valencia      | 10°             | Ciutat de València                  | 25.534     | 0 (não possui) |
| Málaga CF           | Málaga        | 11°             | La Rosaleda                         | 35.530     | 0 (não possui) |
| S D Eibar           | Eibar         | 1° (2ª Divisão) | Estadio Municipal de Ipurua         | 5.250      | 0 (não possui) |
| Rayo Vallecano      | Madrid        | 12°             | Vallecas Campo de Futebol           | 15.000     | 0 (não possui) |
| Deportivo La Coruña | Corunha       | 2° (2ª Divisão) | Riazor                              | 35.600     | 1              |
| Real Madrid CF      | Madrid        | 3°              | Santiago Bernabéu                   | 85.354     | 32             |
| Real Sociedad       | San Sebastián | 7°              | Anoeta                              | 32.200     | 2              |
| Sevilla FC          | Sevilla       | 5°              | Ramón Sánchez Pizjuán               | 45.500     | 1              |
| Valencia CF         | Valencia      | 8°              | Mestalla                            | 55.000     | 6              |
| Córdoba CF          | Córdoba       | 3° (2ª Divisão) | Nuevo Arcángel                      | 25.100     | 0 (não possui) |
| Villareal CF        | Villareal     | 6°              | El Madrigal                         | 27.457     | 0 (não possui) |

Fonte:

## Classificação
Atualizado em 1 de junho de 2015
| Pos. | Equipes             | Pts | J  | V  | E  | D  | GP  | GC | SG  | %  | Classificação ou rebaixamento                          |
| ---- | ------------------- | --- | -- | -- | -- | -- | --- | -- | --- | -- | ------------------------------------------------------ |
| 1    | Barcelona           | 94  | 38 | 30 | 4  | 4  | 112 | 23 | 89  | 82 | Fase de Grupos da Liga dos Campeões da UEFA de 2015–16 |
| 2    | Real Madrid         | 92  | 38 | 30 | 2  | 6  | 118 | 38 | 80  | 81 | Fase de Grupos da Liga dos Campeões da UEFA de 2015–16 |
| 3    | Atlético de Madrid  | 78  | 38 | 23 | 9  | 6  | 67  | 29 | 38  | 68 | Fase de Grupos da Liga dos Campeões da UEFA de 2015–16 |
| 4    | Valencia            | 77  | 38 | 22 | 11 | 5  | 70  | 33 | 37  | 67 | Play-offs da Liga dos Campeões da UEFA de 2015–16      |
| 5    | Sevilla*            | 76  | 38 | 23 | 7  | 8  | 71  | 45 | 26  | 67 | Fase de Grupos da Liga dos Campeões da UEFA de 2015–16 |
| 6    | Villarreal          | 60  | 38 | 16 | 12 | 10 | 48  | 37 | 11  | 52 | Fase de Grupos da Liga Europa da UEFA de 2015–16       |
| 7    | Athletic Bilbao     | 55  | 38 | 15 | 10 | 13 | 42  | 41 | 1   | 47 | Play-offs da Liga Europa da UEFA de 2015–16            |
| 8    | Celta de Vigo       | 51  | 38 | 15 | 8  | 15 | 47  | 44 | 3   | 44 |                                                        |
| 9    | Málaga              | 50  | 38 | 14 | 8  | 16 | 42  | 48 | –6  | 44 |                                                        |
| 10   | Espanyol            | 49  | 38 | 13 | 10 | 15 | 47  | 51 | –4  | 43 |                                                        |
| 11   | Rayo Vallecano      | 49  | 38 | 15 | 14 | 9  | 46  | 88 | –22 | 43 |                                                        |
| 12   | Real Sociedad       | 46  | 38 | 11 | 13 | 14 | 44  | 51 | –7  | 40 |                                                        |
| 13   | Elche*              | 41  | 38 | 11 | 8  | 19 | 35  | 62 | –27 | 36 | Zona de rebaixamento à Liga Adelante                   |
| 14   | Levante             | 37  | 38 | 9  | 10 | 19 | 34  | 67 | –33 | 32 |                                                        |
| 15   | Getafe              | 37  | 38 | 10 | 7  | 21 | 33  | 64 | –31 | 32 |                                                        |
| 16   | Deportivo La Coruña | 35  | 38 | 7  | 14 | 17 | 31  | 66 | –25 | 31 |                                                        |
| 17   | Granada             | 35  | 38 | 7  | 14 | 17 | 33  | 58 | –35 | 31 |                                                        |
| 18   | Eibar               | 35  | 38 | 9  | 8  | 21 | 34  | 55 | –21 | 31 |                                                        |
| 19   | Almería             | 32  | 38 | 8  | 8  | 22 | 35  | 64 | –29 | 28 | Zona de rebaixamento à Liga Adelante                   |
| 20   | Córdoba             | 20  | 38 | 3  | 11 | 24 | 22  | 68 | –46 | 17 | Zona de rebaixamento à Liga Adelante                   |

*Elche: Desceu por dívidas administrativas, que faz com que o 18.º classificado (Eibar) não desça de divisão.
*Sevilla: foi campeão da UEFA Europa League nesta temporada e tem sua classificação para a UEFA Champions League e o Atlético Bilbao ganha a vaga.

## Confrontos
Atualzado em 23/05/2015 
|                    | ALM | ATH | ATL | BAR | CVI | CDB | DEP | EIB | ELC | ESP | GET | GRA | LEV | MLG | RVL | RMA | RSO | SEV | VAL | VIL |
| ------------------ | --- | --- | --- | --- | --- | --- | --- | --- | --- | --- | --- | --- | --- | --- | --- | --- | --- | --- | --- | --- |
| Almería            | —   | 0–1 | 0–1 | 1–2 | 2–2 | 1–1 | 0–0 | 2–0 | 2–2 | 1–0 | 1–0 | 3–0 | 1–4 | 1–2 | 0–1 | 1–4 | 2–2 | 0–2 | 2-3 | 0–0 |
| Athletic Bilbao    | 2–1 | —   | 1–4 | 2–5 | 1–1 | 0–1 | 1–1 | 0–0 | 1–2 | 3–1 | 4–0 | 0–1 | 3–0 | 1–1 | 1–0 | 1–0 | 1–1 | 1–0 | 1–1 | 4–0 |
| Atlético de Madrid | 3–0 | 0–0 | —   | 0–1 | 2–2 | 4–2 | 2–0 | 2–1 | 3–0 | 2–0 | 2–0 | 2–0 | 3–1 | 3–1 | 3–1 | 4–0 | 2–0 | 4–0 | 1–1 | 0–1 |
| Barcelona          | 4–0 | 2–0 | 3–1 | —   | 0–1 | 5–0 | 2–2 | 3–0 | 3–0 | 5–1 | 6–0 | 6–0 | 5–0 | 0–1 | 6–1 | 2–1 | 2–0 | 5–1 | 2–0 | 3–2 |
| Celta de Vigo      | 0–1 | 1–2 | 2–0 | 0–1 | —   | 1–0 | 2–1 | 0–1 | 1–1 | 3-2 | 3–1 | 0–0 | 3–0 | 1–0 | 6–1 | 2–4 | 2–2 | 1–1 | 1–1 | 1–3 |
| Córdoba            | 1–2 | 0–1 | 0–2 | 0–8 | 1–1 | —   | 0–0 | 1–1 | 0–2 | 0–0 | 1–2 | 2–0 | 0–0 | 1–2 | 1–2 | 1–2 | 1–1 | 1–3 | 1–2 | 0–2 |
| La Coruña          | 0–1 | 1–0 | 1–2 | 0–4 | 0–2 | 1–1 | —   | 2–0 | 1–0 | 0–0 | 1–2 | 2–2 | 2–0 | 0–1 | 2–2 | 2–8 | 0–0 | 3–4 | 3–0 | 1–1 |
| Eibar              | 5–2 | 0–1 | 1–3 | 0–2 | 0–1 | 3-0 | 0–1 | —   | 0–1 | 0–2 | 2–1 | 1–1 | 3–3 | 1–0 | 1–2 | 0–4 | 1–0 | 1–3 | 0–1 | 1–1 |
| Elche              | 1–0 | 2–3 | 0–2 | 0–6 | 0–1 | 2–2 | 4–0 | 0–2 | —   | 2–1 | 0–1 | 1–1 | 1–0 | 1–2 | 0–2 | 2–0 | 1–0 | 0–2 | 0–4 | 2–2 |
| Espanyol           | 3–0 | 1–0 | 0–0 | 0–2 | 1–0 | 1–0 | 0–0 | 1–2 | 1–1 | —   | 2–0 | 2–1 | 2–1 | 2–2 | 1–1 | 1–4 | 2–0 | 1–2 | 1–2 | 1–1 |
| Getafe             | 1–0 | 1–2 | 0–1 | 0–0 | 2–1 | 1–1 | 2–1 | 1–1 | 0–0 | 2–1 | —   | 1–2 | 0–1 | 1–0 | 1–2 | 0–3 | 0–1 | 2–1 | 0–3 | 1–1 |
| Granada            | 0–0 | 0–0 | 0-0 | 1–3 | 1–1 | 2–0 | 2–1 | 0–0 | 1–0 | 1–2 | 1–1 | —   | 0–1 | 1–0 | 0–1 | 0–4 | 1–1 | 1–1 | 1–1 | 0–0 |
| Levante            | 2–1 | 0–2 | 2–2 | 0–5 | 0–1 | 1–0 | 0–0 | 2–1 | 0-0 | 2–2 | 1–1 | 2–1 | —   | 4–1 | 0–2 | 0–5 | 1–1 | 1–2 | 2–1 | 0–2 |
| Málaga             | 1–2 | 1–0 | 2–2 | 0–0 | 1–0 | 2–0 | 1–1 | 2–1 | 1–2 | 0–2 | 3–2 | 2–1 | 0–0 | —   | 4–0 | 1–2 | 1–1 | 2–3 | 1–0 | 1–1 |
| Rayo Vallecano     | 2–0 | 2–1 | 0–0 | 0–2 | 1–0 | 0–1 | 1–2 | 2–3 | 2–3 | 1–3 | 2–0 | 3–1 | 4–2 | 1–0 | —   | 0–2 | 2–4 | 0–1 | 1–1 | 2–0 |
| Real Madrid        | 3–0 | 5–0 | 1–2 | 3–1 | 2–0 | 2–0 | 2–0 | 3–0 | 5–1 | 3–0 | 7–3 | 9–1 | 2–0 | 3–1 | 5–1 | —   | 4–1 | 2–1 | 2–2 | 1–1 |
| Real Sociedad      | 1–2 | 1–1 | 2–1 | 1–0 | 1–1 | 3–1 | 2–2 | 1–0 | 3–0 | 1–0 | 1–2 | 0–3 | 3–0 | 0–1 | 0–1 | 4–2 | —   | 4–3 | 1–1 | 0–0 |
| Sevilla            | 2–1 | 2–0 | 2–2 | 2–2 | 1–0 | 3–0 | 4–1 | 0–0 | 3–0 | 3–2 | 2–0 | 5–1 | 1–1 | 2–0 | 2–0 | 2–3 | 1–0 | —   | 1–1 | 2–1 |
| Valencia           | 3–2 | 2–2 | 3–1 | 0–1 | 1–1 | 3–0 | 2–0 | 3–1 | 3–1 | 3–1 | 1–0 | 4–0 | 3–0 | 3–0 | 3–0 | 2–1 | 2–0 | 3–1 | —   | 0–0 |
| Villareal          | 2–0 | 2–0 | 0–1 | 0–1 | 4–1 | 0–0 | 3–0 | 1–0 | 1–0 | 0–3 | 2–1 | 2–0 | 1–0 | 2–1 | 4–2 | 0–2 | 4–0 | 0–2 | 1–3 | —   |

| Vitória da equipe da casa; Vitória do visitante; Empate. |

## Estatísticas
| Pos. | Jogador           | Equipe             | Gols |
| ---- | ----------------- | ------------------ | ---- |
| 1    | Cristiano Ronaldo | Real Madrid        | 48   |
| 2    | Lionel Messi      | Barcelona          | 43   |
| 3    | Neymar            | Barcelona          | 22   |
| 3    | Antoine Griezmann | Atlético de Madrid | 22   |
| 5    | Carlos Bacca      | Sevilla            | 20   |
| 6    | Aritz Aduriz      | Athletic Bilbao    | 18   |
| 7    | Alberto Bueno     | Rayo Vallecano     | 17   |
| 8    | Luis Súarez       | Barcelona          | 16   |
| 9    | Karim Benzema     | Real Madrid        | 15   |
| 10   | Jonathas de Jesus | Elche              | 14   |
| 10   | Sergio García     | Espanyol           | 14   |

| Pos. | Jogador           | Equipe             | Assis. |
| ---- | ----------------- | ------------------ | ------ |
| 1    | Lionel Messi      | Barcelona          | 18     |
| 2    | Cristiano Ronaldo | Real Madrid        | 16     |
| 3    | Luis Suárez       | Barcelona          | 14     |
| 4    | Nolito            | Celta de Vigo      | 13     |
| 4    | James Rodríguez   | Real Madrid        | 13     |
| 6    | Karim Benzema     | Real Madrid        | 10     |
| 6    | Koke              | Atlético de Madrid | 10     |
| 8    | Isco              | Real Madrid        | 9      |
| 8    | Gareth Bale       | Real Madrid        | 9      |
| 8    | Denis Cheryshev   | Villarreal         | 9      |
| 8    | Sergio García     | Espanyol           | 9      |

### Hat-Tricks
| Jogador            | Para            | Contra              | Resultado | Data                    | Ref.   |
| ------------------ | --------------- | ------------------- | --------- | ----------------------- | ------ |
| Cristiano Ronaldo  | Real Madrid     | Deportivo La Coruña | 8–2       | 20 de setembro de 2014  | [ 5 ]  |
| Cristiano Ronaldo4 | Real Madrid     | Elche               | 5–1       | 23 de setembro de 2014  | [ 6 ]  |
| Neymar             | Barcelona       | Granada             | 6–0       | 27 de setembro de 2014  | [ 7 ]  |
| Cristiano Ronaldo  | Real Madrid     | Athletic Bilbao     | 5–0       | 5 de outubro de 2014    | [ 8 ]  |
| Lionel Messi       | Barcelona       | Sevilla             | 5–1       | 22 de novembro de 2014  | [ 9 ]  |
| Carlos Vela        | Real Sociedad   | Elche               | 3–0       | 28 de novembro de 2014  | [ 10 ] |
| Cristiano Ronaldo  | Real Madrid     | Celta Vigo          | 3–0       | 6 de dezembro de 2014   | [ 11 ] |
| Lionel Messi       | Barcelona       | Espanyol            | 5–1       | 7 de dezembro de 2014   | [ 12 ] |
| Antoine Griezmann  | Atlético Madrid | Athletic Bilbao     | 4–1       | 21 de dezembro de 2014  | [ 13 ] |
| Lionel Messi       | Barcelona       | Deportivo La Coruña | 4–0       | 18 de janeiro de 2015   | [ 14 ] |
| David Barral       | Levante         | Málaga              | 4–1       | 7 de fevereiro de 2015  | [ 15 ] |
| Lionel Messi       | Barcelona       | Levante             | 5–0       | 15 de fevereiro de 2015 | [ 16 ] |
| Alberto Bueno4     | Rayo Vallecano  | Levante             | 4–2       | 28 de fevereiro de 2015 | [ 17 ] |
| Lionel Messi       | Barcelona       | Rayo Vallecano      | 6–1       | 8 de março de 2015      | [ 18 ] |
| David Barral       | Levante         | Almería             | 4–1       | 4 de abril de 2015      | [ 19 ] |
| Cristiano Ronaldo5 | Real Madrid     | Granada             | 9–1       | 5 de abril de 2015      | [ 20 ] |
| Santi Mina4        | Celta de Vigo   | Rayo Vallecano      | 6–1       | 11 de abril de 2015     | [ 21 ] |
| Cristiano Ronaldo  | Real Madrid     | Sevilla             | 3–2       | 2 de maio de 2015       | [ 22 ] |
| Luis Suárez        | Barcelona       | Córdoba             | 8–0       | 2 de maio de 2015       | [ 23 ] |
| Cristiano Ronaldo  | Real Madrid     | Espanyol            | 4–1       | 17 de maio de 2015      | [ 24 ] |
| Cristiano Ronaldo  | Real Madrid     | Getafe              | 7–3       | 23 de maio de 2015      | [ 25 ] |

4 Jogador marcou quatro gols 

5 Jogador marcou cinco gols

## Prêmios
|                          | Jogador          | Equipe      |
| ------------------------ | ---------------- | ----------- |
| Melhor jogador           | Lionel Messi     | Barcelona   |
| Melhor treinador         | Luis Enrique     | Barcelona   |
| Melhor goleiro           | Claudio Bravo    | Barcelona   |
| Melhor defensor          | Sergio Ramos     | Real Madrid |
| Melhor meia              | James Rodríguez  | Real Madrid |
| Melhor atacante          | Lionel Messi     | Barcelona   |
| Melhor jogador americano | Neymar           | Barcelona   |
| Melhor jogador africano  | Sofiane Feghouli | Valencia    |

### Troféu Alfredo Di Stéfano
O Troféu Alfredo Di Stéfano é um prêmio atribuído pelo jornal esportivo Marca para o melhor jogador do Campeonato Espanhol.
| Temporada | Vencedor     | Clube     | Segundo           | Clube       | Terceiro | Clube |
| --------- | ------------ | --------- | ----------------- | ----------- | -------- | ----- |
| 2014–15   | Lionel Messi | Barcelona | Cristiano Ronaldo | Real Madrid |          |       |

### Troféu Zamora
O Troféu Zamora é um prêmio entregue ao final de cada temporada da La Liga pelo jornal espanhol Marca ao goleiro com menos gols sofridos no campeonato.
| Pos. | Jogador       | Equipe          | GC | Jogos | Média |
| ---- | ------------- | --------------- | -- | ----- | ----- |
| 1º   | Claudio Bravo | Barcelona       | 19 | 37    | 0.51  |
| 2º   | Diego Alves   | Valencia        | 29 | 37    | 0.78  |
| 3º   | Sergio Asenjo | Villarreal      | 31 | 34    | 0.91  |
| 4º   | Iker Casillas | Real Madrid     | 35 | 32    | 1.09  |
| 5º   | Gorka Iraizoz | Athletic Bilbao | 38 | 34    | 1.12  |

### Melhor Jogador de Cada Mês
| Mês       | Jogador           | Clube              |
| --------- | ----------------- | ------------------ |
| Setembro  | Nolito            | Celta de Vigo      |
| Outubro   | Karim Benzema     | Real Madrid        |
| Novembro  | Carlos Vela       | Real Sociedad      |
| Dezembro  | Luciano Vietto    | Villarreal         |
| Janeiro   | Antoine Griezmann | Atlético de Madrid |
| Fevereiro | Alberto Bueno     | Rayo Vallecano     |
| Março     | Vitolo Machín     | Sevilla            |
| Abril     | Antoine Griezmann | Atlético de Madrid |
| Maio      | Cristiano Ronaldo | Real Madrid        |

## Transferências mais caras
| Pos. | Jogador                                    | Clube de destino                         | Clube de origem                        | Preço (€)  | Ref.          |
| ---- | ------------------------------------------ | ---------------------------------------- | -------------------------------------- | ---------- | ------------- |
| 1º   | Luis Suárez                                | Barcelona                                | Liverpool                              | 81.000.000 | [ 27 ]        |
| 2º   | James Rodríguez                            | Real Madrid                              | A.S. Monaco                            | 80.000.000 | [ 28 ]        |
| 3º   | Toni Kroos Antoine Griezmann               | Real Madrid Atlético de Madri            | Bayern de Munique Real Sociedad        | 30.000.000 | [ 29 ] [ 30 ] |
| 4º   | Mario Mandžukić                            | Atlético de Madrid                       | Bayern de Munique                      | 22.000.000 | [ 31 ]        |
| 5º   | Jérémy Mathieu                             | Barcelona                                | Valencia                               | 20.000.000 | [ 27 ]        |
| 6º   | Ivan Rakitić                               | Barcelona                                | Sevilla                                | 18.000.000 | [ 27 ]        |
| 7º   | Alessio Cerci                              | Atlético de Madrid                       | Torino                                 | 16.000.000 | [ 32 ]        |
| 8º   | Claudio Bravo Marc-André ter Stegen        | Barcelona                                | Real Sociedad Borussia Mönchengladbach | 12.000.000 | [ 27 ]        |
| 9º   | Raúl Jiménez Keylor Navas Thomas Vermaelen | Atlético de Madrid Real Madrid Barcelona | América Levante Arsenal                | 10.000.000 | [ 33 ] [ 27 ] |